# Kumite
Kumite (組手) znamená zápas a je jednou ze tří hlavních částí tréninku karate společně s kata a kihonem. Kumite je část karate, ve kterém se trénuje proti protivníkovi a ve kterém se používají techniky naučené z kihonu nebo kata.
Kumite může být použito k rozvoji určitých technik nebo dovedností (např. správné odhadování a udržování správné vzdálenosti od protivníka), ale také je to soutěžní disciplína.

## Gohon Kumite a Jiyu kumite
Protože slovo „kumite“ označuje všechny druhy souboje, pokrývá velkou škálu aktivit. V tradičním Šótókan Karate je první formou kumite tzv. Gohon kumite. Obránce ustupuje vzad, kryje, a s pátou technikou provede protiútok. Toto kumite nevypadá jako jiyu kumite (nebo také „volné kumite“), které cvičí pokročilí studenti karate a které je velmi podobné tomu, jak by se karatista bránil ve skutečnosti. Toto kumite nevyžaduje žádné speciální postoje, cvičenec se pohybuje v tzv. „kamae“ neboli v „bojovém střehu“. Šótókan karate má několik druhů kumite:
- Ippon kumite — (nebo také ippon shobu) — souboj na jeden zásah — používá se hlavně pro nacvičení sebeobrany.
- Sanbon kumite — trojnásobně dlouhé ippon shobu — typické pro cvičení rozvoje síly, rychlosti a dynamiky.
- Kiso kumite — strukturovaný souboj převzatý z kata.
- Jiyu kumite — volný zápas.

## Síla úderů
Trénink karate je zaměřen na to, aby jeho cvičenci byli schopni udeřit devastující silou technikami kopů a úderů (či krytů). Často je cílem tréninku naučit se, aby každá samostatná technika byla dostatečně silná na to, aby zabila oponenta. Samozřejmě, že je těžké něco podobného trénovat proti člověku. Pokud se o to někdy někdo v minulosti pokusil, zranění byla velmi vážná. Když v karate zápasíme, snažíme se o úder maximální možnou rychlostí a silou, avšak zastavíme ho v momentě kontaktu nebo (u méně zkušených karateka) před dopadem na cíl, takže oponent není zraněn. Nicméně pro zkušeného mistra není problém udeřit plnou silou a přitom kontrolovat dopad tak, že se nikomu nic nestane.
Některé styly karate (např. Kyokushinkai karate) cvičí kumite s chrániči téměř na celém těle, takže je možné bojovat na plno. Většina stylů karate bojuje s chrániči (pěsti, hrudník u děvčat, nárty, holeně, zřídka hlavy).
V některých zemích se kumite cvičí sice bez chráničů, ale údery se „tahají“, neboli zpomalují. Mnoho karatistů raději cvičí naplno s chrániči, protože věří, že jejich výkon by jinak zaostal. „Tahání“ se týká především silně tradičních stylů.
Několik tradičních klubů nikdy nepoužívá chrániče (s výjimkou chráničů zubů a třísel — kvůli náhodným zraněním). Tvrdí, že cvičenec nikdy nebude v dojo schopen udeřit plnou silou (svého kamaráda — kterého tedy nechce zabít) ani když bude mít ochranné pomůcky. Plnou sílu by použil jen v situaci obrany na život a na smrt (kdy musí zranit). Cvičit naplno v dojo nemá žádný smysl.

## Soutěžní forma kumite stylu Šótókan
Kumite je základní část karate a mnohými je shledávána za velmi vzrušující, jelikož oba soutěžící musí velmi rychle reagovat a umět se přizpůsobit partnerovi.
- První soutěžící, který obdrží osm bodů (podle bodování uvedeného níže) v soutěžním čase vítězí. Pokud nikdo nezískal, vyhrává ten, který má víc. V případě remízy rozhodují sudí (lichý počet) v hlasování.

- Dovolené jsou údery sevřenou pěstí a kopy nohou (tedy malíkovou hranou, nártem, patou, koši — záprstní hrana chodidla zespodu — údery kolenem, holení či lokty nejsou dovoleny).

- Soutěžní čas se liší podle kategorie — v mužích 3 minuty (v zápasech o medaile 4), ženy 2 minuty (v zápasech o medaile 3), dorost a junioři bojují 2 minuty, žáci minutu a půl. Vždy je to čistý čas.

- Bojuje se uvnitř neohraničeného zápasiště 10 x 10 metrů. Plocha je vyznačena vykreslením na povrch tělocvičny, kde se soutěží popř. na tatami — speciálních žíněnkách.

- Karateka musí zůstat v bojovém střehu kamae — ruce vzhůru, připraven bojovat.

- Není připuštěno tzv. sebe ohrožování — otočení se zády k protivníkovi během souboje, nastavení nekryté hlavy, atp.

- Karateka musí dávat pozor na překážky kolem něj (rohoví sudí, hlavní sudí).

- Karateka se musí chovat čestně.

## Body
Ve většině soutěží na světě se bojuje dle těchto bodovacích pravidel:
- 1 bod — úder pěstí do hlavy či trupu
- 2 body — kop do nepřítelova trupu
- 2 body — kop do zad nepřítele

- 3 body — kop na hlavu
- 3 body — podmet následovaný technikou — doražení na zemi